# Tetsuya Isozaki
Tetsuya Isozaki (4 de abril de 1992) es un deportista japonés que compite en vela en la clase 470. Ganó dos medallas en el Campeonato Mundial de 470, en los años 2018 y 2023.

## Palmarés internacional
| \| Campeonato Mundial \| Campeonato Mundial \| Campeonato Mundial \| Campeonato Mundial \| \| Año \| Lugar \| Medalla \| Clase \| \| ------------------ \| ---------------------- \| ------------------ \| ------------------ \| \| 2018 \| Aarhus (Dinamarca) \| Medalla de plata \| 470 \| \| 2023 \| La Haya (Países Bajos) \| Medalla de bronce \| 470 mixto \| |                        |                   |           |
| Campeonato Mundial |                        |                   |           |
| Año | Lugar                  | Medalla           | Clase     |
| 2018 | Aarhus (Dinamarca)     | Medalla de plata  | 470       |
| 2023 | La Haya (Países Bajos) | Medalla de bronce | 470 mixto |